# 埃迪·戈特利伯
爱德华·“埃迪”·戈特利伯（英語：Edward "Eddie" Gottlieb，1898年9月15日—1979年12月7日），出生于乌克兰基辅，NBA费城勇士队的首位主教练，在1951到1962年间执教并拥有该球队。他在1972年4月20日被选入奈史密斯篮球名人堂。NBA年度最佳新秀奖以他的名字命名。

## 补充书目
- Koppett, Leonard. . Kingston, New York: Total Sports Illustrated Classics. 1999. ISBN 978-1-892129-09-3. OCLC 42470390.
- Peterson, Robert W. . . Lincoln: University of Nebraska Press. 2002: 150–165. ISBN 0-8032-8772-0.